# Nordstaden
Nordstaden (dansk) eller Nordstadt (tysk) er en bydel med 12.073 indbyggere (2018) i det nordlige Flensborg. Nordstaden afgrænses i vest og nord af Harreslev, i øst af Flensborg Fjord og i syd af Nystaden. Grænsen mod Harreslev følger delvis byens vestlige tangente, motortrafikvejen B 200. 
Administrativt omfatter Nordstaden de statistiske distrikter Kors (Kreuz), Galvig (Galwik) og Klus (Klues). Bydelen er præget af etagelejligheder, men også af parcelhuse og mindre erhversområder med bl.a. Flensborg Værft. Området tæt på værftet har traditionelt været byens arbejderkvarter. Bydelens hovedakse Aabenraa Gade (Apenrader Straße) er en vigtig indfaldsvej til den indre by. Nord for værftet ligger med Østersøbadet (Ostseebad) et bynær strand- og skovområde, som har en stor rekreativ værdi for Flensborgerne. Oprettelsen af Østersøbadet går tilbage til et initiativ af den flensborgske læge Peter Henningsen i 1875. 